# 숀 애슈모어
숀 애슈모어(Shawn Ashmore, 1979년 10월 7일 ~ )는 캐나다의 배우이다.

## 출연 작품
- 어스시의 마법사
- 엑스맨